# Christy Udoh
Christy Udoh (née le 30 septembre 1991 à Azusa aux États-Unis) est une athlète nigériane, spécialiste des épreuves de sprint.

## Biographie
En 2012, elle remporte le titre du relais 4 × 100 m lors des championnats d'Afrique de Porto-Novo, en compagnie de Gloria Asumnu, Damola Osayemi et Lawretta Ozoh. Aux Jeux olympiques de 2012, à Londres, elle se classe quatrième du 4 × 100 m.

## Palmarès
| Date | Compétition               | Lieu       | Résultat | Épreuve   | Temps         |
| ---- | ------------------------- | ---------- | -------- | --------- | ------------- |
| 2012 | Championnats d'Afrique    | Porto-Novo | 1re      | 4 × 100 m | 43 s 21       |
| 2012 | Jeux olympiques           | Londres    | 4e       | 4 × 100 m | 42 s 64       |
| 2015 | Relais mondiaux de l'IAAF | Nassau     | 1re      | 4 × 200 m | 1 min 30 s 52 |

### Records
| Épreuve | Performance | Lieu       | Date        |
| ------- | ----------- | ---------- | ----------- |
| 200 m   | 22 s 72     | Des Moines | 7 juin 2012 |